# Scenopinus niger
Scenopinus niger är en tvåvingeart som först beskrevs av De Geer 1776.  Scenopinus niger ingår i släktet Scenopinus och familjen fönsterflugor. Enligt den finländska rödlistan är arten otillräckligt studerad i Finland. Arten är reproducerande i Sverige. Artens livsmiljö är skogar. Inga underarter finns listade i Catalogue of Life.